# 布拉塔乳酪
布拉塔乳酪（義大利語：Burrata，義大利語發音：[burˈrata]）是一種意大利牛奶乳酪（有時是用水牛奶），發源於南義普利亞地區；由马苏里拉奶酪和奶油製成。外殼是固體莫扎瑞拉起司，而內部則含有水牛斯特拉恰泰拉奶酪和奶油，使其質地異常柔軟。外觀通常為球型，通常在室溫下新鮮食用。2016年得到歐盟的地理標示保護制度 （Protected Geographical Indication (PGI)）認可 。